# 721º Grupo Aéreo Naval
O 721º Grupo Aéreo Naval (em japonês: 第七二一海軍航空隊; romaniz.: Dai 721 Kaigun Kōkūtai) foi uma unidade de guarnição de aeronaves e base aérea da Marinha Imperial Japonesa durante a Campanha do Pacífico na Segunda Guerra Mundial. A unidade foi estabelecida em setembro de 1944, inicialmente no Campo de Aviação de Konoike, na prefeitura de Ibaraki, no Japão, para treinar pilotos em voos com aeronaves MXY-7 Ohka, que eram bombas planadoras auxiliadas por foguetes.
O Grupo foi apelidado por seu comandante, o capitão Motoharu Okamura, de Unidade do Divino Trovão (em japonês: 神雷部隊; romaniz.: Jinrai Butai). Também estava nos planos dos japoneses a formação do 722º Grupo Aéreo Naval, mas o pessoal reservado a este esquadrão acabou se tornando substituto para o 721º Grupo.

## História
Para a composição do 721º Grupo Aéreo Naval, a Marinha aceitava somente pilotos experientes, desde que não se tratassem de sobreviventes que fossem filhos únicos, filhos mais velhos ou filhos com apenas um dos pais ainda vivos, nem candidatos que fossem arrimos de família. Além disso, como havia habilidades específicas que levaram muitas horas de voo para serem desenvolvidas, todos os pilotos com habilidades em bombardeiros de mergulho e bombardeiros de torpedos também não eram aceitos, já que levaria muito tempo para treinar novos pilotos para substituí-los. Os pilotos aceitos recebiam como teste inicial a realização de um voo na altitude de 9 000 pés (2 743m), além de outros dois testes adicionais, realizados a 16 000 pés (4 877m), depois do que eram considerados qualificados para combate.
Os pilotos que se voluntariavam para o programa Ohka descobriam que seu treinamento era limitado. Eles realizavam a maior parte de seus treinamentos em Zekes — apelido dado pelos Aliados às aeronaves Mitsubishi A6M Zero. Depois de completarem horas de voo suficientes para voarem solo, eles recebiam treinamentos práticos no procedimento de planeio, consistindo de voar com a aeronave até uma grande altitude e então planar com ela em direção ao campo em um ângulo com inclinação de 7:1 — sendo extremamente íngreme —, que se aproximava da trajetória de planeio das aeronaves Ohka. Durante o mergulho, a potência do motor era reduzida, para tornar a ação mais realista.
A primeira surtida do 721º Grupo Aéreo Naval aconteceu em 21 de março de 1945, partindo da Base Aérea de Kanoya, em Quiuxu, carregados por 16 bombardeiros Mitsubishi G4M2 do 711º Esquadrão de Ataque, sob o comando do capitão-tenente Goro Nonaka. A força incluía dois outros bombardeiros, levando cargas de bombas convencionais, e foi escoltada por cerca de 30 caças Mitsubishi A6M5 Zero. Seu alvo era a Força Tarefa 58 americana, operando na costa de Quiuxu, mas quando estavam a cerca de 60 milhas de seus alvos, foram interceptados por 24 aeronaves da Marinha dos Estados Unidos – caças F4U Corsairs da VF-17 [en] e F6F Hellcat da VBF-17 [en], provenientes do USS Hornet (CV-8). Em poucos minutos, cada um dos bombardeiros foi abatido, juntamente com a maior parte da força de escolta.

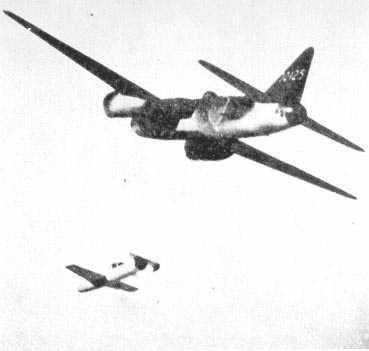
Um bombardeiro Mitsubishi G4M, lançando uma aeronave bomba Ohka

A última surtida dos Jinrai Butai aconteceu em 13 de agosto de 1945. Em princípio, seis caças Zero, cada um carregando uma bomba de 500kg, fariam parte da missão. No entanto, uma das aeronaves foi perdida em um ataque aéreo, após a chegada em Kikaijima. As cinco aeronaves restantes decolaram da Base Aérea de Kikaijima em direção ao mar ao redor de Okinawa. O comandante do esquadrão, o cadete Kanae Okamoto, além de dois outros pilotos, retornaram por conta de problemas no motor de suas aeronaves. Os dois caças pilotados pelo cadete Shirō Okashima e pelo suboficial de voo de primeira classe Minoru Hoshino atacaram o transporte de ataque Lagrange (APA-124), na ilha principal de Okinawa, resultando em 120 homens mortos e feridos.
Em 21 de agosto de 1945, o vice-almirante Kusaka, comandante da Quinta Frota, deu ordem para a dissolução do 721º Grupo Aéreo Naval. O 306º Esquadrão de Caças, cuja guarnição estava nas Bases Aéreas de Matsuyama e de Tomitaka, começou a ser desmobilizada. O Esquadrão Ohka e o 708º Esquadrão de Ataque, na Base Aérea de Komatsu, realizaram uma cerimônia de dissolução.

## Estrutura

### Unidades superiores
- Distrito Naval de Yokosuka [en] (1 de outubro de 1944 – 14 de novembro de 1944)
- Frota Combinada (15 de novembro de 1944 – 19 de dezembro de 1944)
- 11ª Flotilha Aérea (20 de dezembro de 1944 – 9 de fevereiro de 1945)
- 5ª Frota Aérea (10 de fevereiro de 1945 – 21 de agosto de 1945, extinta)

### Unidades inferiores
- Esquadrão de Bombardeiros de Ataque (1 de outubro de 1944 – 14 de novembro de 1944)
  - Renomeado para 711º Esquadrão de Ataque em 15 de novembro de 1944.

- Esquadrão Ohka (1 de outubro de 1944 – 21 de agosto de 1945)
- Esquadrão Suisei (15 de novembro de 1944 – 14 de fevereiro de 1945)
  - Aeronaves e pilotos foram realocados para o 722º Grupo Aéreo Naval em 15 de fevereiro de 1945
- 305º Esquadrão de Caças (1 de fevereiro de 1945 – 19 de agosto de 1945)

- 306º Esquadrão de Caças (15 de novembro de 1944 – 19 de agosto de 1945)
- 307º Esquadrão de Caças (1 de fevereiro de 1945 – 19 de agosto de  1945)
- 708º Esquadrão de Ataque (20 de dezembro de 1944 – 21 de agosto de 1945)
- 711º Esquadrão de Ataque (15 de novembro de 1944 – 5 de maio de1945, extinto)
  - Aeronaves e pilotos foram realocados para o 708º Esquadrão de Ataque em 5 de maio de 1945
- Kamikaze
  - Unidade Shinken
  - Unidade Shichisei
  - Unidade Tsukuba
  - Unidade Shōwa